# PSA World Tour der Damen 2016/17
Die PSA World Tour der Damen 2016/17 umfasst alle Squashturniere der Damen-Saison 2016/17 der PSA World Tour. Sie begann am 1. August 2016 und endete am 31. Juli 2017. Die nach dem Monat sortierte Übersicht zeigt den Ort des Turniers an, dessen Namen, das ausgeschüttete Gesamtpreisgeld, sowie die Siegerin des Turniers. In der abschließenden Tabelle werden sämtliche Turniersiegerinnen nach der Menge ihrer Titel aufgelistet. Dabei ist es nicht relevant, welche Wertigkeit die von der Spielerin gewonnenen Turniere besaßen, auch wenn eine entsprechende Erfassung erfolgt.
In der Saison 2016/17 fanden insgesamt 71 Turniere statt. Das Gesamtpreisgeld betrug 1.981.000 US-Dollar.

## Tourinformationen

### Anzahl nach Turnierserie
| Turnierserie | WM 1 | WS 2 | PSA 100 3 | PSA 70 | PSA 50 | PSA 35 | PSA 25 | PSA 15 4 | PSA 10 | PSA 5 |
| ------------ | ---- | ---- | --------- | ------ | ------ | ------ | ------ | -------- | ------ | ----- |
| Anzahl       | 1    | 6    | 1         | 2      | 5      | 2      | 1      | 4        | 10     | 39    |
| Gesamt       | 1    | 6    | 11        | 11     | 11     | 11     | 11     | 53       | 53     | 53    |

 1 PSA Weltmeisterschaft

 2 PSA World Series

 3 PSA International

 4 PSA Challenger

## Turnierplan

### August
| Datum         | Ort       | Turnier                                                   | Preisgeld | Siegerin         |
| ------------- | --------- | --------------------------------------------------------- | --------- | ---------------- |
| 03.08.–07.08. | Melbourne | Victorian Open 2016                                       | $ 10.000  | Millie Tomlinson |
| 08.08.–12.08. | Melbourne | Australian Open 2016                                      | $ 15.000  | Dipika Pallikal  |
| 23.08.–28.08. | Hongkong  | Cathay Pacific Sun Hung Kai Financial Hong Kong Open 2016 | $ 115.000 | Nouran Gohar     |
| 25.08.–28.08. | Belfast   | Belfast Open 2016                                         | $ 5.000   | Laura Pomportes  |

### September
| Datum         | Ort           | Turnier                                        | Preisgeld | Siegerin            |
| ------------- | ------------- | ---------------------------------------------- | --------- | ------------------- |
| 01.09.–04.09. | Shanghai      | Stars on the Bund China Open 2016              | $ 70.000  | Laura Massaro       |
| 02.09.–04.09. | Coffs Harbour | The Coffs Hotel & Subway North Coast Open 2016 | $ 5.000   | Tamika Saxby        |
| 07.09.–11.09. | Nantes        | Open International de Squash de Nantes 2016    | $ 5.000   | Hana Ramadan        |
| 15.09.–18.09. | Peking        | China Squash Challenge Cup 2016                | $ 10.000  | Tong Tsz-Wing       |
| 15.09.–18.09. | Macau         | Macau Open 2016                                | $ 50.000  | Joelle King         |
| 19.09.–23.09. | Kairo         | Al Ahram International 2016                    | $ 100.000 | Raneem El Weleily   |
| 21.09.–24.09. | London        | Nash Cup 2016                                  | $ 10.000  | Danielle Letourneau |
| 27.09.–01.10. | San Francisco | Netsuite Open 2016                             | $ 50.000  | Laura Massaro       |
| 29.09.–02.10. | Mumbai        | Otters International JSW ISC 2016              | $ 35.000  | Annie Au            |

### Oktober
| Datum         | Ort           | Turnier                              | Preisgeld | Siegerin                |
| ------------- | ------------- | ------------------------------------ | --------- | ----------------------- |
| 05.10.–07.10. | Penang        | Malaysian Squash Tour IV 2016        | $ 5.000   | Sivasangari Subramaniam |
| 08.10.–15.10. | Philadelphia  | Delaware Investments US Open 2016    | $ 150.000 | Camille Serme           |
| 10.10.–12.10. | Kangar        | Malaysian Squash Tour V 2016         | $ 5.000   | Sivasangari Subramaniam |
| 14.10.–16.10. | Kiew          | Harrow Ukrainian Squash Cup III 2016 | $ 5.000   | Zeina Mickawy           |
| 20.10.–24.10. | New York City | Carol Weymuller Open 2016            | $ 50.000  | Nour El Sherbini        |
| 21.10.–23.10. | Gold Coast    | Q Squash Ltd Q Open 2016             | $ 5.000   | Amanda Landers-Murphy   |
| 25.10.–28.10. | Kuantan       | Malaysian Squash Tour VI 2016        | $ 5.000   | Sivasangari Subramaniam |
| 25.10.–28.10. | Toronto       | Slaight Music Granite Open 2016      | $ 16.000  | Millie Tomlinson        |
| 27.10.–29.10. | Créteil       | Val de Marne 2016                    | $ 5.000   | Milou van der Heijden   |
| 28.10.–30.10. | Mackay        | Mackay Open 2016                     | $ 5.000   | Amanda Landers-Murphy   |
| 31.10.–04.11. | Kairo         | Wadi Degla Open 2016                 | $ 50.000  | Raneem El Weleily       |

### November
| Datum         | Ort       | Turnier                                               | Preisgeld | Siegerin              |
| ------------- | --------- | ----------------------------------------------------- | --------- | --------------------- |
| 02.11.–05.11. | Vancouver | Nicola Wealth Open 2016                               | $ 5.000   | Hollie Naughton       |
| 04.11.–06.11. | Cairns    | Sportsworld Fitness Cairns Squash International 2016  | $ 5.000   | Amanda Landers-Murphy |
| 05.11.–08.11. | Amman     | Jordan Squash Federation Amman Squash Open 2016       | $ 5.000   | Kanzy El Defrawy      |
| 16.11.–19.11. | Sarnia    | Simon Warder Memorial Prostate Cancer Tournament 2016 | $ 5.000   | Samantha Cornett      |
| 22.11.–25.11. | Monaco    | Monte Carlo Classic 2016                              | $ 25.000  | Victoria Lust         |
| 30.11.–03.12. | McLean    | Bitar Cosmetics Play Squash Women’s Open 2016         | $ 5.000   | Kanzy El Defrawy      |

### Dezember
| Datum         | Ort              | Turnier                             | Preisgeld | Siegerin         |
| ------------- | ---------------- | ----------------------------------- | --------- | ---------------- |
| 01.12.–04.12. | London           | London Open 2016                    | $ 5.000   | Nada Abbas       |
| 07.12.–10.12. | Clermont-Ferrand | Open International des Volcans 2016 | $ 10.000  | Nele Gilis       |
| 08.12.–11.12. | Tuxedo Park      | Livestuff Open 2016                 | $ 5.000   | Kanzy El Defrawy |
| 20.12.–23.12. | Kuching          | Malaysian Squash Tour VII 2016      | $ 10.000  | Teh Min Jie      |

### Januar
| Datum         | Ort           | Turnier                                                | Preisgeld | Siegerin          |
| ------------- | ------------- | ------------------------------------------------------ | --------- | ----------------- |
| 12.01.–19.01. | New York City | J. P. Morgan Tournament of Champions 2017              | $ 150.000 | Camille Serme     |
| 19.01.–22.01. | Wilmington    | Corporation Service Company Delaware Women’s Open 2017 | $ 10.000  | Kanzy El Defrawy  |
| 24.01.–27.01. | Seri Menanti  | Malaysian Squash Tour I 2017                           | $ 5.000   | Tong Tsz-Wing     |
| 27.01.–29.01. | Edinburgh     | Edinburgh Sports Club Open 2017                        | $ 5.000   | Julianne Courtice |
| 27.01.–30.01. | Cincinnati    | Bahl & Gaynor Cincinnati Gaynor Cup 2017               | $ 10.000  | Kanzy El Defrawy  |

### Februar
| Datum         | Ort       | Turnier                                              | Preisgeld | Siegerin          |
| ------------- | --------- | ---------------------------------------------------- | --------- | ----------------- |
| 02.02.–05.02. | Winnipeg  | Winnipeg Winter Club Women’s Open 2017               | $ 10.000  | Samantha Cornett  |
| 17.02.–20.02. | Cleveland | The Cleveland Classic 2017                           | $ 50.000  | Camille Serme     |
| 23.02.–01.03. | Chicago   | Guggenheim Partners & Equitrust Windy City Open 2017 | $ 150.000 | Raneem El Weleily |

### März
| Datum         | Ort           | Turnier                                                       | Preisgeld | Siegerin          |
| ------------- | ------------- | ------------------------------------------------------------- | --------- | ----------------- |
| 02.03.–05.03. | Dallas        | Texas Open 2017                                               | $ 35.000  | Annie Au          |
| 03.03.–05.03. | Newcastle     | Sandgate Open 2017                                            | $ 5.000   | Ho Tze-Lok        |
| 03.03.–05.03. | Riga          | Riga Ladies Open 2017                                         | $ 5.000   | Menna Hamed       |
| 08.03.–11.03. | Hongkong      | Perrier Challenge Cup 2017                                    | $ 5.000   | Ho Tze-Lok        |
| 08.03.–11.03. | Floridablanca | Ciudad de Floridablanca 2017                                  | $ 70.000  | Nicol David       |
| 09.03.–12.03. | Calgary       | Calgary CFO Consulting Services Women’s Squash Week Open 2017 | $ 15.000  | Samantha Cornett  |
| 19.03.–26.03. | Hull          | Allam British Open 2017                                       | $ 150.000 | Laura Massaro     |
| 30.03.–02.04. | Ipswich       | Christchurch Vets Ipswich Open 2017                           | $ 5.000   | Julianne Courtice |

### April
| Datum         | Ort             | Turnier                                                    | Preisgeld | Siegerin         |
| ------------- | --------------- | ---------------------------------------------------------- | --------- | ---------------- |
| 05.04.–08.04. | Dobbs Ferry     | PSA at the Masters School 2017                             | $ 5.000   | Elani Landman    |
| 05.04.–14.04. | el-Guna         | Squash-Weltmeisterschaft der Frauen 2016 1                 | $ 165.000 | Nour El Sherbini |
| 11.04.–15.04. | Johannesburg    | Assore & Balwin Parkview Open 2017                         | $ 5.000   | Alexandra Fuller |
| 13.04.–15.04. | Richmond        | Virginia Squash Racquets Association Richmond Open 2017    | $ 5.000   | Rowan Elaraby    |
| 15.04.–16.04. | Prag            | Czech International Championship 2017                      | $ 5.000   | Amina Yousry     |
| 19.04.–22.04. | Dublin          | Gillenmarkets Irish Squash Open 2017                       | $ 15.000  | Nele Gilis       |
| 21.04.–23.04. | Charlottesville | Sentara Martha Jefferson Charlottesville Open 2017         | $ 10.000  | Rowan Elaraby    |
| 25.04.–28.04. | Kapstadt        | Keith Grainger Memorial UCT Open Squash Championships 2017 | $ 5.000   | Menna Hamed      |

 1 Ursprünglich sollte das Turnier bereits im Jahr 2016 ausgetragen werden, wurde von der PSA dann aber auf April 2017 verschoben.

### Mai
| Datum         | Ort          | Turnier                                   | Preisgeld | Siegerin              |
| ------------- | ------------ | ----------------------------------------- | --------- | --------------------- |
| 03.05.–06.05. | Jersey       | Jersey Squash Classic 2017                | $ 5.000   | Milou van der Heijden |
| 03.05.–06.05. | Johannesburg | Bull Ring Open 2017                       | $ 5.000   | Menna Hamed           |
| 10.05.–13.05. | Kuala Lumpur | Malaysian Squash Tour IX 2017             | $ 5.000   | Rachel Arnold         |
| 18.05.–21.05. | Kriens       | Sekisui Open 2017                         | $ 5.000   | Alexandra Fuller      |
| 18.05.–21.05. | Makati City  | 2nd Nissan Open Squash Championships 2017 | $ 5.000   | Satomi Watanabe       |
| 26.05.–28.05. | Auckland     | Gibson O’Connor North Shore Open 2017     | $ 5.000   | Amanda Landers-Murphy |

### Juni
| Datum         | Ort              | Turnier                                                | Preisgeld | Siegerin              |
| ------------- | ---------------- | ------------------------------------------------------ | --------- | --------------------- |
| 03.06.–05.06. | Kalgoorlie       | Golden Open 2017                                       | $ 5.000   | Tamika Saxby          |
| 06.06.–10.06. | Dubai            | PSA World Series Finals 2016/17                        | $ 160.000 | Laura Massaro         |
| 08.06.–11.06. | Palmerston North | Fitzherbert Rowe Lawyers NZ International Classic 2017 | $ 5.000   | Lisa Aitken           |
| 15.06.–18.06. | Matamata         | Matamata Open 2017                                     | $ 5.000   | Amanda Landers-Murphy |
| 24.06.–29.06. | Jerewan          | Grand Sport Armenia 2nd Challenger W5 2017             | $ 5.000   | Mélissa Alvès         |

### Juli
| Datum         | Ort       | Turnier                    | Preisgeld | Siegerin       |
| ------------- | --------- | -------------------------- | --------- | -------------- |
| 05.07.–08.07. | Adelaide  | South Australian Open 2017 | $ 5.000   | Christine Nunn |
| 12.07.–16.07. | Melbourne | Victorian Open 2017        | $ 10.000  | Liu Tsz-Ling   |

## Turniersiegerinnen
| Platz | Spielerin               | Siege | WM 1 | WS 2 | In 100 3 | In 70 | In 50 | In 35 | In 25 | Ch 15 5 | Ch 10 | Ch 5 |
| ----- | ----------------------- | ----- | ---- | ---- | -------- | ----- | ----- | ----- | ----- | ------- | ----- | ---- |
| 1.    | Kanzy El Defrawy        | 5     |      |      |          |       |       |       |       |         | 2     | 3    |
| 1.    | Amanda Landers-Murphy   | 5     |      |      |          |       |       |       |       |         |       | 5    |
| 3.    | Laura Massaro           | 4     |      | 2    |          | 1     | 1     |       |       |         |       |      |
| 4.    | Samantha Cornett        | 3     |      |      |          |       |       |       |       | 1       | 1     | 1    |
| 4.    | Raneem El Weleily       | 3     |      | 1    | 1        |       | 1     |       |       |         |       |      |
| 4.    | Menna Hamed             | 3     |      |      |          |       |       |       |       |         |       | 3    |
| 4.    | Camille Serme           | 3     |      | 2    |          |       | 1     |       |       |         |       |      |
| 4.    | Sivasangari Subramaniam | 3     |      |      |          |       |       |       |       |         |       | 3    |
| 9.    | Annie Au                | 2     |      |      |          |       |       | 2     |       |         |       |      |
| 9.    | Julianne Courtice       | 2     |      |      |          |       |       |       |       |         |       | 2    |
| 9.    | Rowan Elaraby           | 2     |      |      |          |       |       |       |       |         | 1     | 1    |
| 9.    | Nour El Sherbini        | 2     | 1    |      |          |       | 1     |       |       |         |       |      |
| 9.    | Alexandra Fuller        | 2     |      |      |          |       |       |       |       |         |       | 2    |
| 9.    | Nele Gilis              | 2     |      |      |          |       |       |       |       | 1       | 1     |      |
| 9.    | Ho Tze-Lok              | 2     |      |      |          |       |       |       |       |         |       | 2    |
| 9.    | Tamika Saxby            | 2     |      |      |          |       |       |       |       |         |       | 2    |
| 9.    | Millie Tomlinson        | 2     |      |      |          |       |       |       |       | 1       | 1     |      |
| 9.    | Tong Tsz-Wing           | 2     |      |      |          |       |       |       |       |         | 1     | 1    |
| 9.    | Milou van der Heijden   | 2     |      |      |          |       |       |       |       |         |       | 2    |
| 20.   | Nada Abbas              | 1     |      |      |          |       |       |       |       |         |       | 1    |
| 20.   | Lisa Aitken             | 1     |      |      |          |       |       |       |       |         |       | 1    |
| 20.   | Mélissa Alvès           | 1     |      |      |          |       |       |       |       |         |       | 1    |
| 20.   | Rachel Arnold           | 1     |      |      |          |       |       |       |       |         |       | 1    |
| 20.   | Nicol David             | 1     |      |      |          | 1     |       |       |       |         |       |      |
| 20.   | Nouran Gohar            | 1     |      | 1    |          |       |       |       |       |         |       |      |
| 20.   | Joelle King             | 1     |      |      |          |       | 1     |       |       |         |       |      |
| 20.   | Elani Landman           | 1     |      |      |          |       |       |       |       |         |       | 1    |
| 20.   | Danielle Letourneau     | 1     |      |      |          |       |       |       |       |         | 1     |      |
| 20.   | Liu Tsz-Ling            | 1     |      |      |          |       |       |       |       |         | 1     |      |
| 20.   | Victoria Lust           | 1     |      |      |          |       |       |       | 1     |         |       |      |
| 20.   | Zeina Mickawy           | 1     |      |      |          |       |       |       |       |         |       | 1    |
| 20.   | Teh Min Jie             | 1     |      |      |          |       |       |       |       |         | 1     |      |
| 20.   | Hollie Naughton         | 1     |      |      |          |       |       |       |       |         |       | 1    |
| 20.   | Christine Nunn          | 1     |      |      |          |       |       |       |       |         |       | 1    |
| 20.   | Dipika Pallikal         | 1     |      |      |          |       |       |       |       | 1       |       |      |
| 20.   | Laura Pomportes         | 1     |      |      |          |       |       |       |       |         |       | 1    |
| 20.   | Hana Ramadan            | 1     |      |      |          |       |       |       |       |         |       | 1    |
| 20.   | Satomi Watanabe         | 1     |      |      |          |       |       |       |       |         |       | 1    |
| 20.   | Amina Yousry            | 1     |      |      |          |       |       |       |       |         |       | 1    |

 1 PSA Weltmeisterschaft

 2 PSA World Series

 3 PSA International

 4 PSA Challenger